# Tegumi
Tegumi (手組) é uma arte marcial japonesa oriunda de Oquinaua. A expressão tegumi é nativa de Naha, mas em Tomari e Shuri fala-se muto (無刀, mutō). O foco da arte marcial consiste em golpes de controle e arremesso, assemelhando-se ao sumô. E, de modo diverso ao que sucedia com o caratê, kobudo e gotende, era praticada e ensinada trivialmente. Era uma arte praticada pelo povo. Sustentam alguns que se tratava da forma de luta original de Oquinaua.